# 二朱銀
二朱銀（にしゅぎん）とは、江戸時代末期の日本で流通した銀貨の一種。
丁銀や豆板銀が重量を以て貨幣価値の決まる秤量貨幣であったのに対し、額面が記載された表記貨幣である。 
形状は長方形。額面は2朱。その貨幣価値は金貨である二朱金と等価とされ、1/8両に相当し、1/2分に相当する。 
南鐐二朱銀を嚆矢とし、1859年の安政二朱銀まで鋳造された。南鐐二朱銀の貨幣面の表記は「以南鐐八片換小判一兩」であったが、安政二朱銀では「二朱銀」と単刀直入なものになった。本項では主に安政二朱銀について記述する（南鐐二朱銀については当該項目を参照）。

## 安政二朱銀

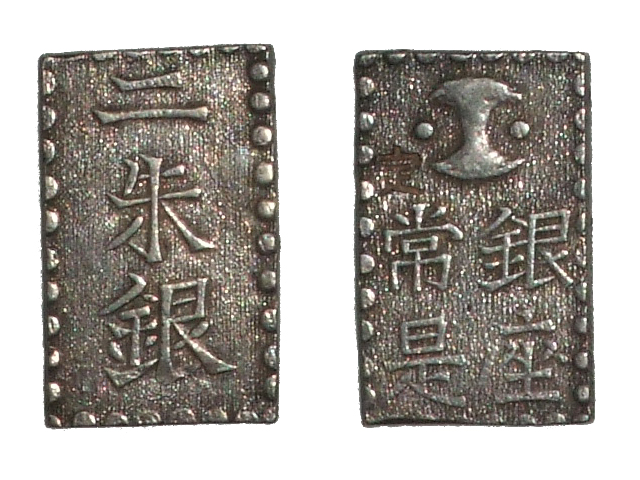
安政二朱銀

安政二朱銀（あんせいにしゅぎん）は日米和親条約による安政6年6月2日（1859年）の横浜港の開港に備えて、同年5月25日より小判の海外流出防止の目的で貿易取引専用に鋳造された計数銀貨であり、貿易二朱（ぼうえきにしゅ）とも呼ばれる。また大きいばかりで、より小型の一分銀の半分の額面価値でしか通用しなかったことからバカ二朱（ばかにしゅ）とも呼ばれる。またこの名称は本来の発行目的を果たすことができなかったからであるともいわれる。
嘉永6年（1853年）、浦賀沖の黒船来航により幕府は開港を迫られ、安政元年5月17日（1854年）より、下田了仙寺にて日本貨幣と西洋貨幣との交換比率の交渉が行われた。米国側は金貨、銀貨はそれぞれ同一質量をもって交換すべきあると主張した。
一方、幕府側の主張は以下の通りであった。
8.8匁の量目の20ドル金貨は1匁当り銀19匁すなわち1枚あたり、銀167.2匁と評価され、1ドル当たりでは銀8.36匁である。
また1ドル銀貨すなわち外国銀貨は地金と見做されるため純銀量6匁2分（23.2グラム）に対し二六双替である通用銀（天保丁銀）16匁と評価される。これは1両の約1/4であるから1ドル＝1分である。また一分銀は名目貨幣であり、金貨4ドル分の金を含有する本位貨幣である小判の兌換券に相当するものである。
これらのうち不当に低く評価された金貨は問題外とされ、論争の焦点は銀貨へと絞られた。しかしこの時点では交渉はまとまらなかった。
安政3年9月9日（1856年）に下田御用所において米国総領事のハリスとの協議が行われ、ハリスは市中に流通している天保一分銀は2.3匁（8.62グラム）であり、1ドル銀貨は26.73グラムであるから100ドルは一分銀311枚に相当する。従って1ドル銀貨の約1/3の量目（質量）である一分銀3枚を持って1ドルに換えるべきであると主張した。
結局、実質価値に満たない名目貨幣としての銀貨は国際的には通用しないとハリスに押し切られ、同種同量交換の1ドル＝3分の交換比率を承諾することになる。また中国との交易に精通していたハリスは日本の一両も中国と同様に銀一両（テール/37.3グラム）と考え、1ドル銀貨は約3/4テールの量目に相当し一分銀の量目が偶然にも約1/4テールであったことも1ドル＝3分の根拠としての口実となった。
そこで幕府は、安政6年6月1日（1859年）より、天保小判の量目の4/5倍に低下させた安政小判と、量目がほぼ1ドル銀貨の半分である安政二朱銀を発行し、これにより1ドル＝一分に誘導し、かつ金銀比価を国際水準に対しやや金高に設定された17.2:1に是正しようと試みた。一方、二朱銀については一分銀の半分の額面にもかかわらず、約4/3倍の含有銀量であり、出目獲得を目的とした悪貨の発行に慣れた幕府にとって良貨は多量に発行できるものでなかったため、貿易取引に限定するものとした。またこの二朱銀を鋳造するために必要な銀を賄うために、銀品位を下げた安政丁銀を発行することになったとされる。しかし安政丁銀の発行は安政二朱銀の鋳造停止後半年経過した安政6年12月27日（グレゴリオ暦1860年1月19日）であった。
開港場では6月2日より1ドル銀貨との引き換えが始まったが、この二朱銀は開港場のみでしか通用せず、もともと日本国内全般に含有銀量の多い二朱銀を流通させることが困難であり、一般に流通しているのは依然一分銀であったため、国内では一分銀に両替しないと通用しないと定められた大凡貨幣としての機能を欠くものであった。交換された貨幣が日本国内において一般に流通するものではなく、かつ1ドル銀貨の日本国内での購買力を1/3に低下させるというこの政策にハリスおよびオールコックら外国人大使は条約違反であると強く抗議し、6月22日、幕府は手落ちを認め以後は1ドル銀貨を一分銀3枚で引き換えるよう開港場奉行に申し渡し翌23日に通用が停止された。したがって安政二朱銀の通用は僅か22日間で終わり、安政小判についても4ヶ月足らずで鋳造停止となるに至った。
このため外国人大使は1ドル銀貨をまず一分銀3枚に交換し、両替商に持ち込んで4枚を小判に両替して、国外に持ち出し地金として売却すれば莫大な利益が得られるというものであった。
しかし、グレシャムの法則が働き良貨である小判の鋳造量は衰退し、市場では悪貨である二朱判および一分銀のような名目貨幣が凌駕するような状態であったため、一分銀から小判への両替には大幅な増歩が要求された。また外国人の1ドル銀貨から一分銀への両替要求が多額に上ったため、開港場では一分銀は瞬く間に払底した。それでも小判の流出は短期間の間に多額に上り国内の深刻な金貨の不足を起こすような危機には違いなかった。外国人大使らは一年間にこのような両替を5 - 6サイクル程繰り返し、利益を上げることが可能であったという。
一分銀払底の打開策として7月29日に、ハリスはメキシコ銀および1ドル銀貨を一分銀に改鋳することを提案した。これを受け入れ8月13日より発行されたのが銀品位が洋銀と同一の安政一分銀であった。しかし全く小判流出防止に効果を果たすものではなく、むしろ流出を促進させたものといえる。
安政一分銀の発行によっても貿易港周辺の市中における一分銀の払底は解消されず、ハリスは幕府に対し一分銀の早急な増鋳を要求したが、発行は思うように進捗せず、洋銀に刻印を打って、三分として通用させるよう要求した。ここで登場したのが、メキシコ8レアル銀貨などに「改三分定」と刻印を打印した改三分定銀であった。しかし日本国内ではこの改三分定銀は2分2朱にしか通用せず、刻印打は安政6年12月29日（グレゴリオ暦1860年1月21日）より開始されたが翌年の万延元年5月12日（1860年）までの短期間で中断された。
その後英国総領事のオールコックは著書『大君の都』の中で日本の本位貨幣である天保小判が金貨4ドル分の金を含有し、一分銀には素材価値以上の価値が設定されていたことにより金貨流出につながったことを認めているが、それは小判の大量流出が起こった後のことであった。

## 鋳造開始・品位・量目・鋳造量
| 名称       | 鋳造開始           | 規定品位 分析品位(造幣局)                             | 規定量目           | 鋳造量                 |
| ---------- | ------------------ | ----------------------------------------------------- | ------------------ | ---------------------- |
| 安政二朱銀 | 安政6年 （1859年） | 六分五厘引ケ（銀85%/銅15%） 金0.04%/銀84.76%/雑15.20% | 3.6匁 (13.5グラム) | 88,300両 （706,400枚） |

## 地方貨幣・試鋳貨幣
地方貨幣で二朱の価値を持つとされた銀貨としては、秋田一匁一分五厘銀判、筑前二朱銀が挙げられる。仙台小槌銀も二朱通用とされた可能性があるが、これは一分通用との説もある。また二朱銀の試鋳貨幣としては、小型の安政二朱銀のような形で量目が嘉永一朱銀のほぼ倍量となっており、嘉永一朱銀発行の頃に試鋳されたといわれるものがある。